# 藤井 (壬生町)
藤井（ふじい）は、栃木県下都賀郡壬生町の地名。郵便番号は321-0221（壬生郵便局管区）。 
　

## 地理
壬生町南東部にあたり、黒川左岸の台地上に位置する。東で下野市上台・下野市細谷・下野市橋本・下野市箕輪、南で下野市国分寺・下野市川中子、西で壬生乙・大光寺町、北で壬生甲と隣接する。東および南を下野市、西を栃木市と接しており、北部を東西に国道352号（日光西街道）が通過する。
地内は多くが水田地帯であり、そのほかの特産物としてカンピョウがある。

### 河川
- 黒川

## 歴史
戦国時代の頃より都賀郡の地名として見られる。当時は壬生氏の領地であり、円照寺付近には壬生氏の支城であった藤井城があった。江戸期には壬生五河岸のひとつとして黒川東岸に藤井河岸が作られ、年貢米の積み出しに使われた。1873年（明治6年）に藤井学舎が創立される。藤井学舎はその後壬生小学校藤井分教場と名前を変え、藤井尋常小学校、のちに藤井小学校となった。

### 沿革
- 1889年（明治22年）4月1日 - 町村制施行により、栃木県下都賀郡藤井村が壬生町と合併し壬生町が成立、壬生町大字藤井となる。

### 地名の由来
集落に藤の木があったことから。

## 世帯数と人口
2017年（平成29年）7月31日現在の世帯数と人口は以下の通りである。
| 大字 | 世帯数  | 人口    |
| ---- | ------- | ------- |
| 藤井 | 483世帯 | 1,292人 |

## 交通

### 鉄道
藤井地内の西端を東武宇都宮線が通過しているが駅はない。最寄駅は壬生駅となる。

### 道路
- 国道352号（日光西街道）：藤井北部を東西に通過する。東は下野市・真岡市方面、西は壬生市街・鹿沼市方面へ連絡する。
- 栃木県道183号下野壬生線：藤井中央部を東西に通過する。東は下野市、西は壬生市街方面へ連絡する。

## 小・中学校の学区
市立小・中学校に通う場合、学区は以下の通りとなる。
| 地区 | 小学校             | 中学校             |
| ---- | ------------------ | ------------------ |
| 全域 | 壬生町立藤井小学校 | 壬生町立壬生中学校 |

## 施設

### 教育
- 栃木県立壬生高等学校
- 壬生町立藤井小学校

### 医療
- 壬生東診療所

### 史跡
- 円照寺
- 吾妻古墳
- 秩父王峯神社